# Schéma de la ligne de Feuquières à Ponthoile
Cette page est une annexe de l'article « Ligne de Feuquières à Ponthoile ».
| LSTR |

| HSTeBHF |

| b | xABZgl | ekABZq+3 | LSTRq |

| exkABZg+1 |

| exBST |

| exkABZg3 |

| LSHI1+rq | ekABZq1 | xKRZo+xk4 | ex-SHI3+rq | evLSTRq |

| Rouen-R.-D. |
| St-Roch     |

|  | exABZg+l | exSHI3lq |

| exBST |

| exSTR+GRZq |

| exBST |

| LRAq | exSTR | LRAq |

| uexLSHI1+rq | uexSTRq | exmCRS | uexSTRq | uexLSHI1lq |

| Aumale  |
| St-Roch |

| exBST |

| exBST |

| exBST |

| exkABZg3 |

| exLSTRq | exkABZq12 | exKRZu+xk34 | exSTR+r |  |

|  | exkABZg+4 | exSTR |

| b | exABZg+l | exABZql | exLSTRq |

| LRAq | exSTR | LRAq |

| exBST |

| b | exvSHI1+l-STR+l | STRq | LSTRq |

| edBHF | exdDST |

| LSTRq | STRq | exSPLegr | b |

| exBST |

| exBST |

| exSPLa |

| WASSERq | exdWBRÜCKE1 | exdWBRÜCKE1 | WASSERq |

| WASSERq | exdWBRÜCKE | exdWBRÜCKE | WASSERq |

| exSPLe |

| b | tSTR+l · lDJCTfq | uSTRq | uLSTRq |

| LWSTRq | uDSTR | LWSTRq |

| uLSTRq | uSHI4grq | xmABZgr | b |

|  | uSHI4+lq | xmKRZ | uSTRq | uLSTRq |

| uexLSTRq | uexSTR+r | exSTR | b |

| LSTRq | uxmKRZo | xvSTR+r-SHI1+r | b |

| uexLSTRq | uexSTRr | xvÜSTx | b |

| exLSTRq | exSTRq | veABZg+r-exSTR | b |

| xvÜSTxr |

| vSTR-exKDSTe |

| LSHI1+r |

## Sources
- Photographies aériennes des années 1930, sur Géoportail (consulté le 3 novembre 2020).
- « Ligne des 100 jours » [PDF], sur inventaires-ferroviaires.fr (consulté le 8 avril 2022).